# Reto Zanni
Reto Zanni est un footballeur suisse né le 9 février 1980 à Buochs. Il évolue au poste de latéral droit.

## Carrière
- 1998-2001 :  Grasshopper-Club Zurich
- 2001-2002 :  FC Saint-Gall
- 2002-2003 :  Grasshopper-Club Zurich
- 2003- janvier 2005 :  FC Thoune
- janvier 2005- février 2011 :  FC Bâle
- février 2011- aout 2012 :  FC Vaduz
- aout 2012- janvier 2013 :  Sportclub Buochs[1]

## Palmarès
- Champion de Suisse en 2001, 2003, 2008 et 2010
- Vainqueur de la Coupe de Suisse en 2007, 2008 et 2010